# Адрианополско евангелие
Адрианополско евангелие (на арменски: Ադրիանուպոլսի Ավետարան) е илюстрирано арменско четвероевангелие. Създадено е през 1007 г. в град Адрианопол в областта Македония на Византийската империя по време на управление на Василий II. Ръкописът е един от малкото художествени паметници на арменците-халкедонити. Съхранява се в библиотеката на арменските мъхитаристи на остров Сан Лазар във Венеция (MS. 887/116).

## История
Подробният колофон, поместен в края на ръкописа, съдържа информация относно създаването на ръкописа и включва молби за молитви за книгописеца, поръчителя на евангелието и неговото семейство. От записите в него следва, че евангелието е написано през 456 г. на Арменската ера (1007 г.) в Адрианопол, Македония, книгописецът е Киракос, а поръчката е на Ованес. Бележките в колофона наричат Ованес протоспафарий (protospatharios) на императора и проксимос (proximos) на дук Тоторакан (Thothorakan). Родът на Тоторакан (Теодороканос в гръцкия вариант на името) е известен на историците – през 994 г. Василий II назначава един от членовете на този знатен род за свой наместник във Филипополис. И двете звания на Ованес са високи, като първото сочи неговия ранг във военната система на Византия. По това време военната мощ на империята се осигурява в голяма степен от арменците. Арменците се заселват в Адрианопол от 988 г. и се присъединяват към арменската колония, появила се в региона на византийската Тракия още по време на императора Василий I. Арменци-халкедоните са имали възможност да придобиват висок военен ранг поради тяхната принадлежност към православната религия.
През 1883 г. библиотеката за арменски ръкописи на мъхитаристите в Сан Лазаро, Венеция, закупува ръкописа от Ермония Хиврхчипашиан (Ermonia Khiwrkhchipashean), който според нейните думи е принадлежал на нейната баба.

## Описание
Ръкописът е с размери 42х32 cm, относително добре запазен, повредени са само няколко страници в началото и края на книгата. В книгата са подвързани 35 тетрадки, които съдържат текста на четирите евангелия, колофон и листа с миниатюри. Всяка от тетрадките се състои от 8 листа, общият им брой е 280. Текстът е изписан в две колони, всяка с около 20 реда, шрифтът е еркатагир (арменски унциал). Ръкописът е изработен от пергамент, миниатюрите са изпълнени с темпера и злато. Част от тях изобразяват хорани, съдържащи писмото на Евсевий Кесарийски и неговите „Канони на съгласие“. Три от каноните – шести, седми и осми – липсват. Миниатюрите с образите на евангелистите представят ги по двойки – Марк и Матей, Лука и Йоан. Ръкописът съдържа и една голяма композиция, разположена върху две страници. Тя е посветена на поръчителя на евангелието, Ованес.
Съдържанието на текста на колофона и присъствието на гръцки варианти на арменските имена и гръцки надписи върху миниатюрите са основанието да се приеме, че ръкописът е създаден в средата на арменци-халкедонити.

## Миниатюри
Предполага се, че илюстрациите на евангелието са работа на не един художник.
Миниатюрите с „Каноните на съгласие“ притежават характеристиките на ранните арменски евангелия, хораните са със семпли и изчистени орнаменти. Евангелистите са изобразени в пълен ръст, ликовете им са аскетични. Евангелистите Матей и Йоан, представени като старци, правят впечатление с голямата приликата помежду им. Имената на евангелистите са изписани с гръцки букви. Като цяло образите на евангелистите отразяват влиянието на византийската иконография.
Византийското влияние се проследява отчетливо при голямата миниатюра, разположена на два срещуположни страници. На лявата страница е изобразена възседналата на трон Богородица с младенеца, на дясната страница е представен Ованес, поднасящ на Богородицата поръчаното от него евангелие. Ованес е облечен в дреха, присъща на византийските военни. Одеждите и на Богородицата и на дарителя са изписани с големи подробности и са богато оцветени. Византийското влияние се проявява както в самия факт на изобразяване на поръчителя на евангелието, така също и в художествения стил на миниатюрата. Анализирайки тази миниатюра изследователите на ръкописа стигат до заключението, че образът на дарителя може да е добавен по-късно към композицията. Предполага се също, че нейният автор може да е гръцки художник.